# Durdy Durdyýew
Durdy Durdyýew (in russo Дурды Дурдыев?; ...) è un politico turkmeno.
Durdyýew è stato vice Ministro dello Sport e del Turismo del Turkmenistan. Il 26 dicembre 2006 venne in un primo tempo nominato dal Consiglio del Popolo del Turkmenistan candidato alle elezioni presidenziali che ebbero luogo il successivo 11 febbraio ma poi la nomina andò a Muhammetnazar Gurbanow, il quale comunque non risultò eletto.